# 浜口俊之

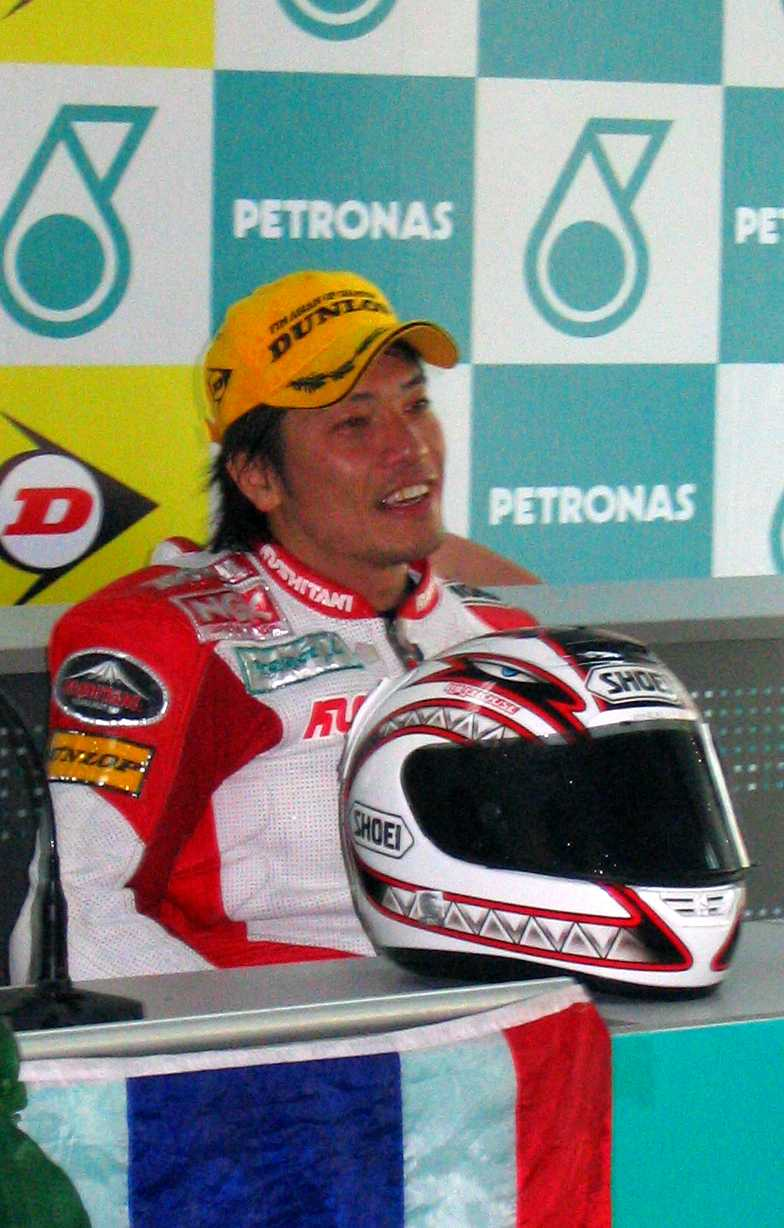
2008年

浜口 俊之（はまぐち としゆき、1970年6月4日 - ）は、日本のレーシングプロライダー。 

## 人物
FIMアジア選手権の600ccクラスで6度（2002年、2003年、2004年、2005年、2006年、2008年）のシリーズチャンピオンを獲得。
タイ、ラマンチャクラブ店主